# Seznam trdnjav v Butanu
Ta seznam obsega trdnjave ali po butansko dzonge, ki so bili zgrajeni na področju današnje Kraljevine Butan. Všteti so tudi  propadli oziroma so bili porušeni.

## Abecedni seznam
| - Dobdži dzong (Dogar Dobji dzong), Čuzom/Haa - Drukgyal dzong (zmajev grad), vas Fondej, Paro - Džakar dzong (Jakar Yugyal dzong), vas Džakar, Chamkhar, Bumtang - Džemgang dzong, pri vasi Trong in mestu Džemgang - Dagana dzong, Dagana - Gasa dzong, dolina Mo Čhu - Haa Dumchog dzong (tudi Dzongsar Wangchuklo dzong), dolina Haa | - Lhuentse dzong, vas Tangmačhu, vas Mindžaj - Mongar dzong, | - Punakha dzong na sotočju rek Pho Čhu in Mo Čhu - Rinpung Dzong, Paro - Simtokha dzong, pri mestu Thimphuju | - Taa dzong, pri mestu Tsongdu - Tašičho dzong, Thimphu - Trašigang dzong nad reko Dangme Čhu - Trašijangce dzong pri mestu Čorten Kora - Trongsa Dzong ali Druk Mindžur Čokhor Rabtence, nad reko Mangde Čhu - Vangdue Phodrang dzong na sotočju Dang Čhu in Punatsang Čhu - Žongar dzong (ruševine), nad Kuri Čhu |